# جون وود (عالم)
جون وود (بالإنجليزية: John George Wood)‏  (و. 1827 – 1889 م) هو كاتب، وعالم طبيعة، وعالم حيواني من المملكة المتحدة لبريطانيا العظمى وأيرلندا، ولد في لندن، توفي في كوفنتري، عن عمر يناهز 62 عاماً.

## التعليم
تعلم في كلية ميرتون.